# Конверс (Південна Кароліна)
Конверс (англ. Converse) — переписна місцевість (CDP) в США, в окрузі Спартанберг штату Південна Кароліна. Населення — 534 особи (2020).

## Географія
Конверс розташований за координатами 34°59′44″ пн. ш. 81°50′35″ зх. д. / 34.99556° пн. ш. 81.84306° зх. д. (34.995665, -81.843059).  За даними Бюро перепису населення США в 2010 році переписна місцевість мала площу 1,82 км², з яких 1,79 км² — суходіл та 0,03 км² — водойми.

## Демографія
Згідно з переписом 2010 року, у переписній місцевості мешкало 608 осіб у 253 домогосподарствах у складі 168 родин. Густота населення становила 335 осіб/км².  Було 286 помешкань (157/км²).
Расовий склад населення:
| - 91,9 % — білих - 5,9 % — чорних або афроамериканців - 0,3 % — корінних американців - 0,3 % — азіатів |

До двох чи більше рас належало 1,0 %. Частка іспаномовних становила 2,1 % від усіх жителів.
За віковим діапазоном населення розподілялося таким чином: 24,3 % — особи молодші 18 років, 61,2 % — особи у віці 18—64 років, 14,5 % — особи у віці 65 років та старші. Медіана віку мешканця становила 39,2 року. На 100 осіб жіночої статі у переписній місцевості припадало 93,6 чоловіків;  на 100 жінок у віці від 18 років та старших — 87,8 чоловіків також старших 18 років.
За межею бідності перебувало 43,2 % осіб, у тому числі 62,9 % дітей у віці до 18 років та 6,9 % осіб у віці 65 років та старших.
Цивільне працевлаштоване населення становило 200 осіб. Основні галузі зайнятості: освіта, охорона здоров'я та соціальна допомога — 32,0 %, науковці, спеціалісти, менеджери — 25,0 %, роздрібна торгівля — 16,0 %, мистецтво, розваги та відпочинок — 14,5 %.